# اروین انگاپت
اروین انگاپت (به فرانسوی: Earvin N'Gapeth)، بازیکن والیبال اهل فرانسه است که برای تیم ملی والیبال مردان فرانسه بازی می‌کند. وی با درخشش خود در لیگ جهانی ۲۰۱۵ و ۲۰۱۷ و لیگ ملت‌ها ۲۰۲۲ به عنوان باارزش‌ترین بازیکن مسابقات انتخاب شد و در سال ۲۰۱۶ نیز از سوی کنفدراسیون والیبال اروپا به عنوان تماشایی‌ترین بازیکن سال اروپا معرفی شد. او در حال حاضر در تیم فنرباغچه ترکیه توپ می‌زند .

## حرفه‌ای
انگاپت والیبال حرفه‌ای را از سال ۲۰۰۸ آغاز کردو او در اکتبر ۲۰۱۰ هنگام قهرمانی جهان به دلیل مسائل انضباطی از تیم ملی اخراج شد، اما سال بعد زمان مسابقات قهرمانی اروپا به تیم بازگشت. او همراه با تیم ملی فرانسه در قهرمانی جهان ۲۰۱۴ شرکت کرد و در بازی رده‌بندی با شکست برابر آلمان به مقام چهارم جهان رسید. وی در همین سال به مودنا منتقل شد. همچنین او یکی از اصلی‌ترین مهره‌های تیم ملی فرانسه در لیگ جهانی ۲۰۱۵ و قهرمانی اروپا ۲۰۱۵ بود که در هر دو به قهرمانی رسیدند. انگاپت در سال ۲۰۱۸ از مودنا به زنیت کازان پیوست. وی در طول چهار سال حضورش در تیم مودنا و در سری A موفق به کسب تمامی عناوین از جمله قهرمانی در لیگ و سوپر کاپ ایتالیا شد.

## زندگی شخصی و حاشیه‌ها
اروین انگاپت اصالتاً کامرونی است و پدر او، اریک انگاپت، بازیکن سابق و مربی فعلی والیبال است. اروین متأهل و صاحب یک فرزند پسر به نام ماتیس است که در سال ۲۰۱۳ متولد شد. او در دسامبر ۲۰۱۴ به علت درگیری در یک کلوپ شبانه توسط دادگاه جنایی مون‌پلیه به سه ماه حبس تعلیقی محکوم شد. همچنین انگاپت در ژوئیه ۲۰۱۵ و تنها یک هفته پس از قهرمانی‌اش در لیگ جهانی به جرم درگیری با مأمور مترو در پاریس دستگیر شد. سال ۲۰۱۶با ماشین ۳ تن را مجروح کرد و از محل سانحه گریخت. در سال ۲۰۱۹ و پس از مقام سوم شدن در قهرمانی باشگاه‌های جهان به علت آزار جنسی در برزیل دستگیر و دادگاهی برای او برگزار شد ولی او ادعا می‌کرد که با یک آشنا اشتباه گرفته شده‌است. هم تیمی سابق او برونو رزنده با گرفتن وکیلی کار او را تسریع کرد و سر انجام اروین با پرداخت غرامتی آزاد شد.

## افتخارات

### باشگاهی

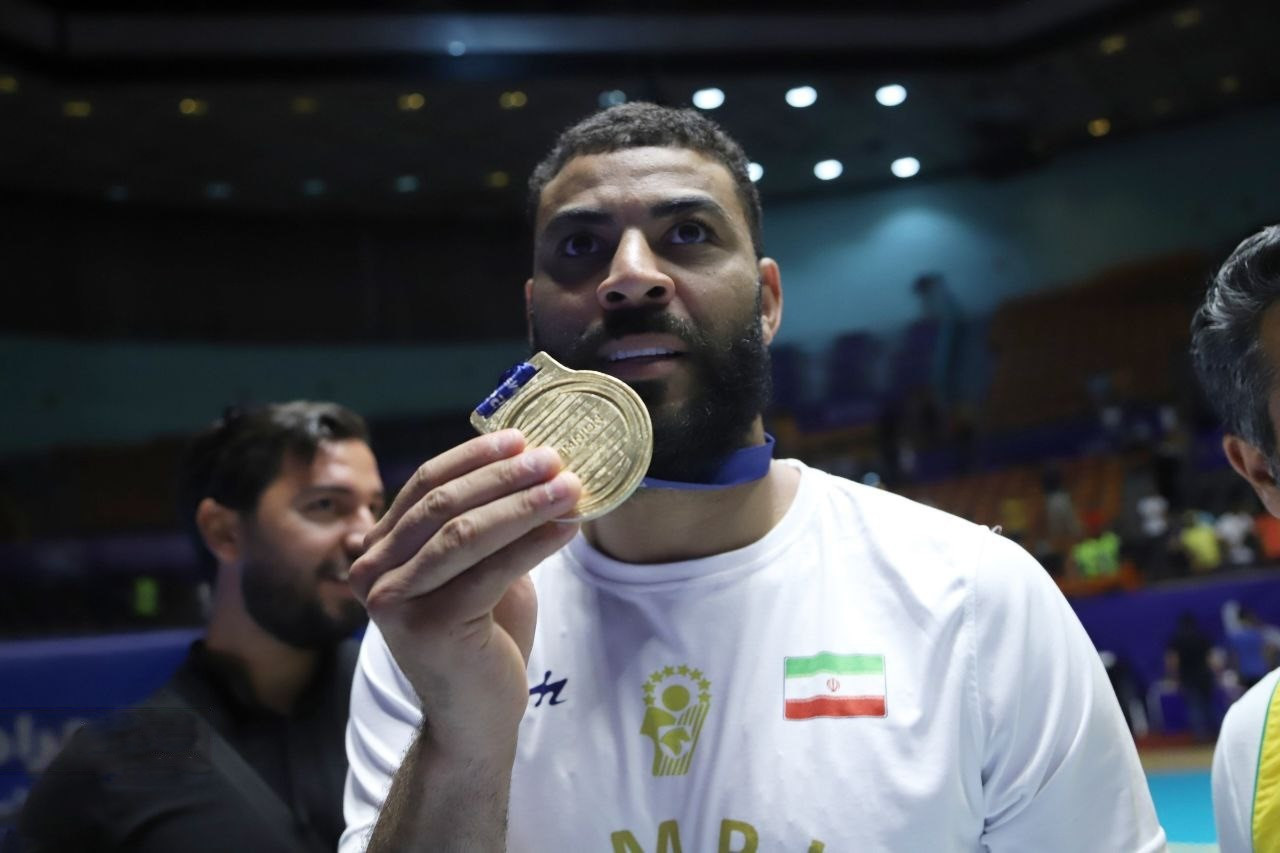
انگاپت با مدال قهرمانی آسیا در سال ۲۰۲۲

- ۲۰۱۲/۲۰۱۳  - لیگ قهرمانان اروپا با پیمونته

- ۲۰۲۲  - والیبال قهرمانی باشگاه‌های آسیا با پیکان

#### مسابقات قهرمانی ملی
- ۲۰۰۸/۲۰۰۹  جام حذفی فرانسه، با تور
- ۲۰۰۹/۲۰۱۰  جام حذفی فرانسه، با تور
- ۲۰۰۹/۲۰۱۰  لیگ برتر فرانسه، با تور
- ۲۰۱۰/۲۰۱۱  جام حذفی فرانسه، با تور
- ۲۰۱۰/۲۰۱۱  لیگ برتر فرانسه، با تور
- ۲۰۱۴/۲۰۱۵  جام حذفی ایتالیا، با کازا مودنا
- ۲۰۱۴/۲۰۱۵  سری آ۱ ایتالیا، با کازا مودنا
- ۲۰۱۵/۲۰۱۶  سوپرجام ایتالیا، با دی‌اچ‌ال مودنا
- ۲۰۱۵/۲۰۱۶  جام حذفی ایتالیا، با دی‌اچ‌ال مودنا
- ۲۰۱۵/۲۰۱۶  سری آ۱ ایتالیا، با دی‌اچ‌ال مودنا

### تیم ملی
- ۲۰۰۷  قهرمانی نوجوانان زیر ۱۹ سال اروپا
- ۲۰۰۷  قهرمانی نوجوانان زیر ۱۹ سال جهان
- ۲۰۰۸  قهرمانی نوجوانان زیر ۲۱ سال اروپا
- ۲۰۰۹  قهرمانی نوجوانان زیر ۱۹ سال اروپا
- ۲۰۱۵  لیگ جهانی
- ۲۰۱۵  قهرمانی اروپا
- ۲۰۱۷  لیگ جهانی
- ۲۰۲۰  المپیک توکیو
- ۲۰۲۴  المپیک پاریس

### فردی
- ۲۰۰۸ قهرمانی نوجوانان اروپا - باارزش‌ترین بازیکن
- ۲۰۰۹ قهرمانی نوجوانان زیر ۱۹ سال اروپا - بهترین زننده سرویس
- ۲۰۰۹ قهرمانی نوجوانان زیر ۱۹ سال اروپا - باارزش‌ترین بازیکن
- ۲۰۱۱ پرو آ فرانسه - باارزش‌ترین بازیکن
- ۲۰۱۱ پرو آ فرانسه - بهترین اسپکر
- ۲۰۱۵ کوپا ایتالیا - باارزش‌ترین بازیکن
- ۲۰۱۵ لیگ جهانی - بهترین دریافت‌کننده
- ۲۰۱۵ لیگ جهانی - باارزش‌ترین بازیکن
- ۲۰۱۵ قهرمانی اروپا - بهترین دریافت‌کننده
- ۲۰۱۵ سری آ۱ ایتالیا - باارزش‌ترین بازیکن
- ۲۰۱۶ کنفدراسیون والیبال اروپا - دیدنی‌ترین بازیکن
- ۲۰۱۷ لیگ جهانی - بهترین دریافت کننده
- ۲۰۱۷ لیگ جهانی - باارزش‌ترین بازیکن
- ۲۰۲۰ المپیک توکیو ۲۰۲۰ - باارزش‌ترین بازیکن

۲۰۲۲ با ارزش‌ترین بازیکن لیگ ملتها
- ۲۰۲۲ بازیهای باشگاه‌های آسیا ۲۰۲۲ - بهترین مهاجم قدرتی